# Agriopodes corticosa
Agriopodes corticosa là một loài bướm đêm trong họ Noctuidae.